# Врбницький статут
Врбницький статут – пам'ятка хорватської юридичної думки. Зведення правових норм, що походить з хорватського міста Врбника на острові Крку.

## Історія
Найстаріший відомий список датований 1362 роком, наймолодший – 1599 роком.
Статут переписано на 36 пергаментних аркушах розміром 16х11,5 см. Аркуші статуту зшито у книжку з дерев'яними палітурками, обтягнутими темнокоричневою шкірою.
Текст написано глаголичним письмом, частину – латиницею, хорватською мовою. Присвячено документ переважно питаннями кримінального права.
Рукопис реставровано 1949 року, а 1962 року його викупила у спадкоємця каноника Петра Петриша Національна університетська бібліотека у Загребі. Зараз Статут зберігається у Збірці рукописів та давніх книжок бібліотеки.
За часом походження Врбницький статут є другим із найдавніших хорватських статутів слідом за Винодольським законником. Вважається однією з найвизначніших пам'яток хорватської писемності та літератури.